# Messier 47
Messier 47 (M47) även känd som NGC 2422, är en öppen stjärnhop i stjärnbilden Akterskeppet. Stjärnhopen upptäcktes 1664 av Giovanni Battista Hodierna och oberoende av Charles Messier 1771. På grund av hans felnotering har den senare upptäckts på nytt under den nuvarande benämningen NGC 2422.
Det finns ingen stjärnhop på den position som Messier angav, som han uttryckte som dess rektascension och deklination med avseende på stjärnan 2 Puppis. Om tecknen (+ och −) han skrev emellertid byts ut matchar positionen. Fram tills denna överensstämmelse hittades ansågs M47 vara ett förlorat Messierobjekt. Denna identifiering som samma objekt kom först 1959 med en förklaring av den kanadensiska astronomen T. F. Morris.

## Egenskaper
Messier 47 befinner sig ca 1 600 ljusår från solen och är ca 78 miljoner år gammal. De ingående stjärnorna har uppmätts ner till ungefär röda dvärgar med skenbar magnitud 19. Det finns omkring 500, och den ljusaste är HD 60855, en Be-stjärna av magnitud 5,7. Stjärnhopen domineras av heta stjärnor i huvudserien av spektralklass B och jättestjärnor, men en märkbar färgkontrast kommer från dess ljusaste röda jättar. Hopen ligger omkring en grad från Messier 46, som är mycket äldre och befinner sig mycket längre bort.